# Ženska mirovna koalicija
Ženska mirovna koalicija (Kosovo i Srbija), koja se struktuirala od marta do maja 2006. godine, da bi već u septembru u Strugirealizovala i prvu konferenciju, rezultat je kontinuiranog ženskog mirovnog aktivizma u Srbiji i kao i nenasilnog otpora žena na Kosovu tokom ratova u bivšoj Jugoslaviji, uz solidarnu podršku feministkinja sa teritorije bivše Jugoslavije, i međunarodnog mirovnog pokreta. Ženska mirovna koalicija „koja se stvorila na bazi ženske solidarnosti, predstavlja nezavisnu građansku inicijativu koja prelazi nacionalne, etničke i verske barijere i podele.“
Antiratni angažman, i opredeljenost za nenasilje koje je povezivalo mirovne aktivistkinje i feministkinje sa teritorije bivše Jugoslavije, nakon petooktobarskih promena u Srbiji, omogućilo je i formalizovanje solidarnosti koja se održavala kroz deceniju rata i političkih pritisaka. Nova situacija je zahtevala mirovno, feminističko promišljanje o odnosu Srbije i Kosova, korišćenju mehanizma Ujedinjenih nacija – Rezoluciju Saveta bezbednosti OUN 1325, koja se odnosi na žene u konfliktnim i post-konfliktnim područjima, kao i samom statusu Kosova.

## Ženska mirovna platforma o pregovorima
Istorija dugih pregovora na relaciji Priština – Beograd, nerazrešen status Kosova, proizvodilo je, i proizvode otežan svakodnevni život stanovništvu na Kosovu, podstiču tenzije i sporadično otvoreno nasilje, i nakon prekida ratnih dejstava. Eskalacija etničkog nasilja u martu 2004. godine je jedan od najdrastičnijih primera stalnog podizanja nacionalnih tenzija na Kosovu.  Zadatak Mreže Žena u crnom iz Srbije, kao i Mreže žena Kosova, kao okosnice Ženske mirovne koalcije, nalagao je da se nađe drugačiji pristup, utemeljen u istoriji mirovnog pokreta i dostupnim mehanizmima međunarodnog prava.

### Temelji Ženske mirovne platforme
Sa nestankom hladnoratovske ere, koju simbolički označava „pad berlinskog zida“, i novim odnosom snaga, koncept bezbednosti se menja, i sa nestankom bipolarnog sveta uviđa se da „najveća pretnja po bezbednost nisu više neprijateljske države već se uviđa da je bezbednost ljudi više ugrožena od lokalnih moćnika, pripadnika nekadašnje partijske nomenklature koji su se dočepali ekonomske moći“. U tom smislu, ideja bezbednosti, humane bezbednosti, stavlja fokus na bezbednost ljudi, a ne više na  bezbednost država.
Tako se prepoznaje sedam kategorija humane bezbednosti:
1.      ekonomija (ugroženost siromaštvom),
2.      hrana (pretnja od gladi),
3.      zdravlje (pretnje od povreda i bolesti),
4.      životna sredina (pretnje od zagađenja, degradacije životne sredine i resursa),
5.      lična bezbednost (pretnje od različitih oblika nasilja),
6.      zajednica (pretnje od socijalnih nemira i nestabilnosti)
7.      politička bezbednost (pretnje od političke represije).
Sa novim razumevanjem bezbednosti (humane bezbednosti), u oktobru 2000. godine, Savet bezbednosti UN usvaja i Rezoluciju 1325 kojom se reafirmiše uloga  žena u ratom i konfliktnima zahvaćenim područjima, i u izgradnji mira.
Ova odluka predstavlja presedan u praksi rada Sveta bezbednosti OUN, jer se žene prvi put nisu pominjale samo kao žrtve i „... Priznato je ne samo da su žene bile aktivne u dotadašnjim procesima izgradnje mira i prevencije konflikata već i da imaju pravo da učestvuju u političkom odlučivanju na svim nivoima, i to kao kreatorke politike u procesima prevencije i razrešenja konflikata, te u mirovnim pregovorima.“ Takođe, izglasavanje Rezolucije 1325 jeste rezultat rada feminističkog mirovnog pokreta u XX veku.

### Načela Ženske mirovne platforme
Platforma mirovnih aktivistkinja iz 2006. godine, oslanjanjući se upravo na novo  viđenje bezbednosti kao humane bezbednosti, zahtevala da u fokusu pregovora budu ljudi i ljudska prava „a posebno ženska ljudska prava, kvalitet života individua iznad teritorija i granica. Pravo na samoopredeljenje za nas žene podrazumeva kontrolu nad vlastitim životom, telom, umom; pravo na integritet i autonomiju (ekonomsku, političku, moralnu, emotivnu, seksualnu); kao aktivistkinje civilnog društva, kao feministkinje i pacifistkinje podržavamo pravo na samoopredeljenje koje podrazumeva viši stepen slobode i prava svih građanki i građana.“
Istovremeno, kako se u svim državama nastalim nakon raspada Socijalističke federativne republike Jugoslavije (SFRJ) mogle registrovati konzervativne, pa i fundamentalističke tendencije, Platforma Ženske mirovne koalicije je odbacivala „svaki vid etničke homogenizacije i isključivosti, odlučno se zalažemo za odvojenost crkve od države. Pravo na samoopredeljenje ne sme da ugrozi nijedno stečeno pravo. Običajno pravo koje najviše ugrožava ženska ljudska prava ne sme da bude rehabilitovano u ime očuvanja ni „nacionalnog“ ni „kulturnog identiteta“, u tom smislu, izneti su sledeči zahtevi:
- Ljudska prava, a posebno ženska ljudska prava su iznad državnog suvereniteta - treba sankcionisati sve oblike nasilja nad ženama, kako na privatnom tako i na javnom planu;
- Ljudska bezbednost je iznad suvereniteta država - ljudska bezbednost podrazumeva potpunu saradnju sa Haškim tribunalom, kažnjavanje svih koji su počinili zločine u ratovima na prostoru bivše Jugoslavije;
- Zahtevamo odgovornost pre svega onih koji su počinili zločine u naše ime, a potom i svih ostalih;
- Naše je pravo i obaveza da učestvujemo u mirovnim procesima, utičemo na mirovne pregovore jer kao žene plaćamo najvišu cenu rata, militarizma i svih vidova nasilja;
- Zahtevamo od svih relevantnih faktora međunarodne zajednice da ženska ljudska prava smatraju ključnim međunarodnim pitanjem i da nas priznaju i uvažavaju kao subjekte mira.

Tokom artikulisanja same Platforme u 2006. godini, Ženska mirovna koalicija je naznačila da se u pregovorima o statusu Kosova nije poštovala Rezolucija 1325, i da je učešće žena poptuno minorizovano.
Sa druge strane, pet godina kasnije, tokom 2011. godine, eho napora mirovnog i feminističkog pokreta u Srbiji mogao se čuti sa skupštinske govornice. Naime, bivša predsednica Narodne Skupštine republike Srbije (saziv 2008 - 2012) prof. dr Slavica Đukić Dejanović je o važnosti uloge žena i Rezolucije 1325, na javnom slušanju o primeni nacionalnog akcionog plana ove  Rezolucije naglasila da:“ U patrijarhalnim društvima je uvreženo shvatanje da se pitanjima bezbednosti bave muškarci, da žene mogu biti samo objekat, nikako aktivni činilac u uspostavljanju stabilnosti i bezbednosti jedne zemlje (…) Bez bezbednosti, nijedno ljudsko biće ne može biti slobodno. Ženska prava, mir i demokratija nisu mogući bez bezbednosti.“
Ipak, pregovori na relaciji Beograd – Priština su nezavršeni, a Rezolucija 1325 nije uzeta u obzir.

## Rad Ženske mirovne koalicije 2006 - 2008
Jedna od prvih aktivnosti Ženske mirovne koalicije, bilo je saopštenje upućeno pregovaračkim timovima uključenim u rešavanje statusa Kosova, u kojem se naznačila nužnosti očuvanja „kulturne baštine u Srbiji i na Kosovu.“ Saopštenjem se tražilo „ identifikacija i zaštita spomenika kulture, kao što su crkve, džamije, i katedrale, od fizičke degradacije i političke degradacije.“
Osim toga, predstavnice Ženske mirovne koalicije, tokom 2006. godine sastale su se i sa Martijem Ahtisarijem, tadašnjim specijalnmi izaslanikom Generalnog Sekretara UN za pregovore o budućem statusu Kosova.
Prva konferencija Ženske mirovne koalicije, okupila je u Strugi (Makedonija) u septembru 2006. godine, kao „neutralnoj teritoriji“ oko 60 aktivistkinja sa Kosova i Srbije, gošće iz Bosne i Hercegovine, kao i aktivistkinje Žena u crnom iz Izraela i predstavnice UNIFEM-a. To je bio prvi veliki skup od početka ratova u bivšoj Jugoslaviji koji je u tolikom broju okupio žene sa Kosova i iz Srbije.
Rezultat prve konferencije iznet je u zajedničkom saopštenju učesnica sa Kosova i Srbije je zaključak da „… mir u regiji nije moguć bez aktivne participacije žena“, kao i da su sve mirovne aktivstkinje „podržale nezavisnost i teritorijalni integritet Kosova kao jedne civilne države sa funkcionalnim pravnim sistemom.“
Druga konferencija je održana već sledeće godine, takođe u Strugi. Aktivnosti konferencije su se nastavile kroz sastanke radnih grupa i stvaranje Regionalnog ženskog lobija za mir, bezbednost i pravdu u Jugoistočnoj Evropi.
Među aktivistkinjama, na kofenrecijama Ženske mirovne koalicije sa Kosova su bile Igbale Igo Rogova, Veprore Lola Šehu, Violeta Selimi, Flora Maculja, Ljuljeta Vunići, Nekibe Keljmendi, Vjosa Nimani i druge. Među mirovnjakinjama iz Srbje u  bile su Staša Zajović, Lepa Mlađenović, Biljana Kovačević Vučo, Slavica Stojanović, Marija Perković, Nevena Kostić, Nada Dabić i druge, kao i Memnuna Zvizdić iz Sarajeva.
Istorijski susret artikulisan kroz Žensku mirovnu koaliciju, bio je i važna karika u razvijanju procesa i realizovanja prvog ženskog suda na tlu Evrope – Ženskog suda za bivšu Jugoslaviju, koji je pak rezultat mirovnih napora feminističkih teoretičarki i aktivistkinja, i ženskog mirovnog pokreta u regionu.